# SN 2007py
SN 2007py – supernowa typu Ia odkryta 4 listopada 2007 roku w galaktyce A032931+0030. W momencie odkrycia miała maksymalną jasność 22,40m.